# Martha Tarasco Michel
Martha Tarasco Michel trabaja la bioética desde una postura de la bioética personalista. Se formó en la Universidad Anáhuac de México. Como ha señalado Monseñor José Antonio Palencia Ramírez, con la Asociación de Médicos Católicos se han creado escuelas de bioética en las universidades Anáhuac, La Salle y Panamericana. Sin dura, Martha Tarasco es una defensora a ultranza de la bioética católica. Fue presidenta de la mesa directiva de la Academia Nacional Mexicana de Bioética, organismo encargado de la promoción del actuar ético en el ejercicio de la medicina y en la toma de decisiones implicada.

## Formación profesional
- Licenciatura en Medicina en la Universidad Anáhuac
- Curso de Foniatría de la Universidad de Salamanca
- Especialidad en Medicina de la Comunicación Humana en el Instituto de la Comunicación Humana S.S.A
- Especialización en Bioética en la Università Cattolica del Sacro Cuore, Roma
- Maestría en Investigación Clínica del Programa Universitario de la Universidad Nacional Autónoma de México
- Doctorado en Medicina en la Universidad de Santiago de Compostela

## Vida profesional
Martha Tarasco Michel inició su desarrollo profesional en el Servicio de Foniatría del Hospital Regional 20 de noviembre por tres años. En 1989 ingresó a la Coordinación de Ciclos Clínicos de la Escuela de Medicina en la Universidad Anáhuac.
En 1993 contribuyó a la organización del 1.er Congreso Internacional de Bioética con la Academia Nacional de Medicina, evento que continúa realizándose y en el que ha estado presente en diversas ocasiones, y colabora para la apertura de la Maestría en Bioética de la Universidad Anáhuac, donde también se desempeñó como Coordina el Instituto de Humanismo en Ciencias de la Salud de la Escuela de Medicina, además de organizar y participar en congresos, cursos y conferencias nacionales e internacionales.
En el 2000, participó en la fundación de la Facultad de Bioética de la Universidad Anáhuac, también colaboró en el planteamiento y apertura del Doctorado en Bioética, donde se desempeña como catedrática e impulsa la formación de nuevos profesionales en bioética. Además de su actividad académica, es miembro activo de diversos organismos internacionales de bioética y temas afines, como la Academia Pontificia para la Vida, el Comité Episcopal de Bioética, la Federación Latino Americana de Bioética y Early Institute, además de contribuir en la fundación de la Federación Internacional de Centros e Institutos de Bioética Personalista, donde también es parte del consejo directivo.
Desde septiembre del 2014 es investigadora nivel 1 de Sistema Nacional de Investigadores (SNI) del Conacyt

## Publicaciones
Junto con el desarrollo académico, Martha Tarasco cuenta con diversas publicaciones a nivel nacional (México) e internacional, centradas en los efectos del actuar humano en la medicina, así como las consecuencias positivas del estudio y aplicación de la bioética.
- Maternidad Subrogada, Explotación de Mujeres con Fines Reproductivos, Revisora, Comisión contra la Trata de la Cámara de Diputados LXII Legislatura, México, 2015
- Dilemas actuales: respuestas humanas, Revisora, Editorial LID, México, 2013
- Diez temas de reproducción asistida y clonación, en colaboración con Javier Marcó, Ediciones Internacionales Universitarias, España, 2001, 145 páginas
- Temas Actuales de Bioética, en colaboración con José Kuthy, Óscar Martínez y Masami Yamamoto, Universidad Anáhuac, México, 1999, 272 páginas
- Introducción a la Bioética, en colaboración con José Kuthy, José de Jesús Villalobos y Masami Yamamoto, Méndez Editores, México, 1997, 269 páginas
- Guía de autoevaluación para Médicos de Pregrado Editorial Diana/Universidad Anáhuac, México, 1992, 194 páginas

## Reconocimientos
- Summa Cum Laude en la Universidad de Salamanca
- Premio como Mujer del Año (1997, American Biographical Institute)
- Medalla Generación Anáhuac por los méritos en: “Liderazgo en la Fundación del Instituto de Humanismo en Ciencias de la Salud y por su Compromiso con los Valores y la Ética en el Campo de la Medicina” (febrero de 1999)
- Medalla al Mérito Académico Universidad Anáhuac (mayo de 2016)